# Alsu Kurmasheva
Alsu Khamidovna Kurmasheva (in russo Алсу Хамидовна Курмашева?; in tataro Алсу Хәмид кызы Кормашева, Alsu Xämid qızı Qormaşeva; Petropavl, 1º settembre 1976) è una giornalista russa naturalizzata statunitense, collaboratrice dell'edizione tatara-baschira di Radio Free Europe/Radio Liberty.
Il 18 ottobre 2023 è stata arrestata a Kazan', in Russia, con l'accusa di non essersi registrata come agente straniera, venendo condannata a sei anni e mezzo di carcere nel luglio successivo per "diffusione di false informazioni militari" secondo la legge di censura del 2022. È stata quindi rilasciata il 1º agosto 2024 in uno scambio di prigionieri tra Stati Uniti e Russia avvenuto all'aeroporto di Esenboğa di Ankara.

## Biografia
Kurmasheva è nata il 1º settembre 1976 nella RSS Kazaka, attuale Kazakistan, allora in Unione Sovietica, in una famiglia di etnia tatara. Ha ottenuto in seguito la doppia cittadinanza russa e statunitense ed è sposata con il giornalista russo-americano Pavel Butorin, immigrato negli Stati Uniti negli anni '90, con il quale ha concepito due figlie.
Impiegata presso l'edizione tatara-baschira del network statunitense Radio Free Europe/Radio Liberty, il 20 maggio 2023 si è recata in Tatarstan per una visita alla madre inferma. Il 2 giugno 2023, all'aeroporto di Kazan, le autorità russe le hanno impedito di lasciare il Paese, mentre l'11 ottobre 2023 le è stata comminata una multa di 10 000 rubli (equivalenti a circa 100 euro) per non aver registrato il suo passaporto americano.

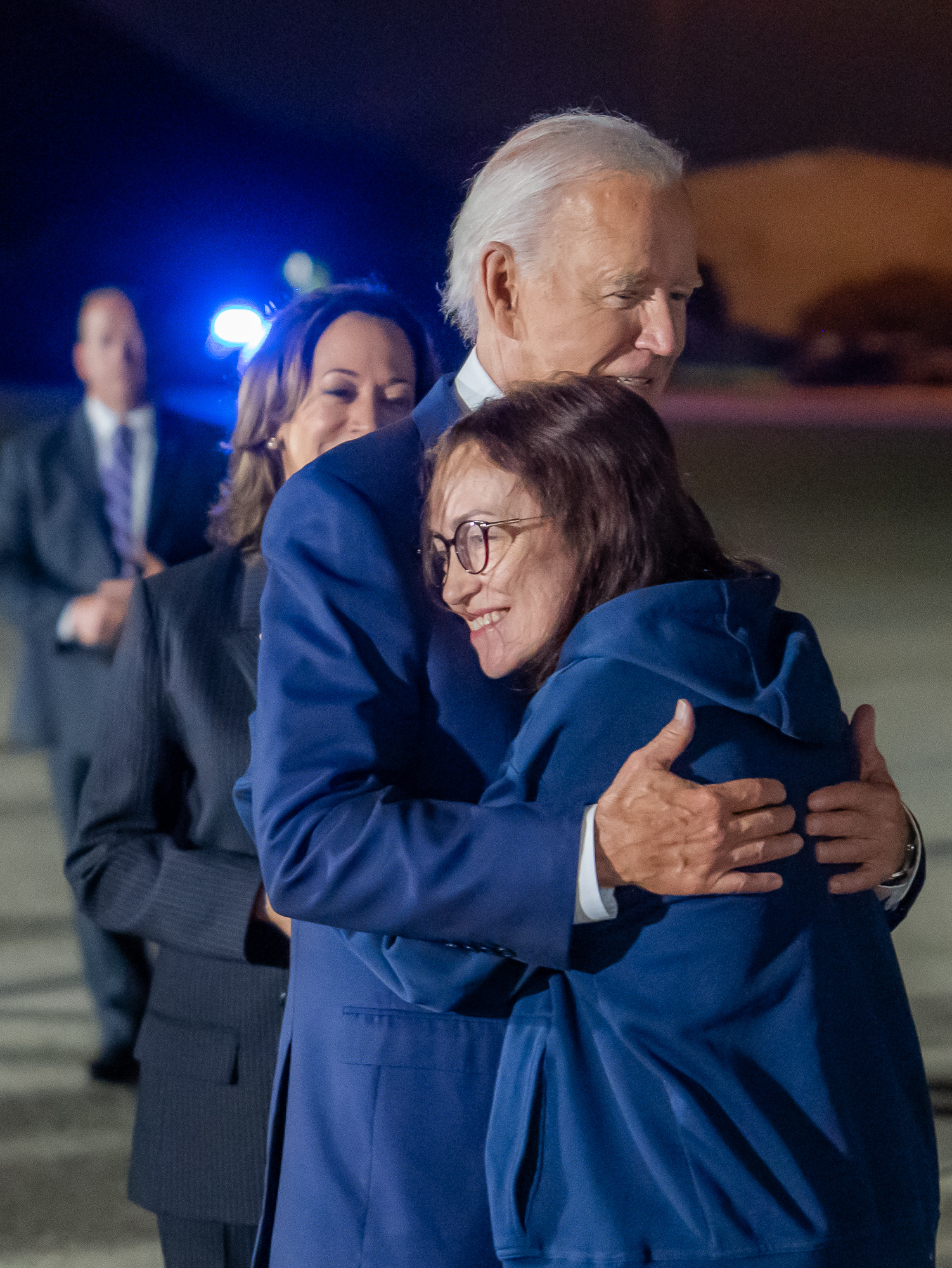
Alsu Kurmasheva con Joe Biden e Kamala Harris

Kurmasheva è stata nuovamente arrestata il 18 ottobre 2023 e accusata di mancata registrazione come agente straniera, un crimine punibile con un massimo di cinque anni di carcere. Nello specifico, secondo gli inquirenti Kurmasheva avrebbe “deliberatamente condotto una raccolta mirata di informazioni militari sulle attività russe via Internet per trasmettere informazioni a fonti straniere”. Nel luglio 2024 Kurmasheva è stata condannata a sei anni e mezzo di carcere per aver diffuso “false informazioni” sull'esercito russo, legate a un libro che aveva curato dopo l'invasione russa dell'Ucraina, Saying No To War, che presentava le storie di 40 russi che si erano opposti alla guerra.
Il 1º agosto 2024 è stata liberata in uno scambio di prigionieri tra Stati Uniti e Russia avvenuto all'aeroporto di Esenboğa di Ankara, insieme, tra gli altri, all'ex Marine Paul Whelan e all'inviato del Wall Street Journal Evan Gershkovich.